# Cserháti József (labdarúgó)
Cserháti József (Rónabánya 1939. május 11. –) magyar bányamérnök, közgazdász, labdarúgó, kapus.

## Pályafutása
Hatévesen költözött a családjával Rónabányáról Baglyasaljára. Itt kezdett el 1954-ben futballozni. 1957-ben igazolt Salgótarjánba. 1958. november 8-án mutatkozott be az élvonalban a Vasas ellen, ahol 1–1-es döntetlen született. Az élvonalban 137 bajnoki mérkőzésen szerepelt. 1962-ben rendhagyó módon került Dorogra kölcsönben. A dorogi csapat az Intertotó-kupaküzdelmekben vett részt, amely egybe esett a chilei világbajnoksággal. A vb-n két dorogi játékos, Ilku István és Monostori Tivadar is szerepelt, ezért minőségi pótlásukra az MLSZ hozzájárulásával megállapodás született a két bányász egyesület között, hogy az SBTC két játékosa a kupa-sorozat idejére kölcsönben hivatalosan a Dorog játékosa lehet. Cserháti volt az egyik ilyen tarjáni játékos, aki a dorogiak tartalék kapusa, Janák István mellé került. Cserháti a Dorog hat kupamérkőzése közül két alkalommal kapott bizalmat Buzánszky Jenő edzőtől és két idegenbeli mérkőzésen, Plzeň-ben és Padovában is védte a dorogiak kapuját. A Dorog 13 kapott góljából nyolc az ő kapujába esett.
1967-ben bányamérnöki, 1971-ben közgazdász-tervmatematikusi diplomát szerzett. A Nógrádi Szénbányáknál dolgozott osztályvezetőként majd termelési főmérnökként. Az SBTC-ben szakosztályvezető volt. Salgótarjánban kétszer volt alpolgármester.

## Sikerei, díjai
- 1957-ben baglyasaljával megyei bajnok
- Bejut az NB II-be
-1955-1957 Nógrád megyei ifjúsági válogatott
-1961 SBTC. - vel NB I vidék legjobbja
-1959 Magyar B válogatott
-1964 SBTC.-vel NB I -B bajnoka

-1964- ben országos csúcs 810 PERCEN ÁT NEM KAPOTT GÓLT